# Bad Gams
Bad Gams è una frazione di 2 306 abitanti del comune austriaco di Deutschlandsberg, nel distretto di Deutschlandsberg (Stiria). Già comune autonomo, il 1º gennaio 2015 è stato aggregato a Deutschlandsberg assieme agli altri ex comuni di Freiland bei Deutschlandsberg, Kloster, Osterwitz e Trahütten.